# Temporada 2009-2010 del FC Barcelona
El FC Barcelona va començar la temporada 2009-2010 amb la perspectiva de convertir-se en el primer equip del món que guanya les sis millors competicions en un any, i finalment ho van aconseguir. L'equip va guanyar la Copa del Rei, La Lliga i la Lliga de Campions durant la temporada 2008-2009; i la Supercopa d'Espanya, la Supercopa d'Europa i el Mundial de Clubs durant aquesta temporada. El 2010 van guanyar la Lliga i van perdre la Lliga de Campions contra l'Inter de Milà. La Copa Catalunya encara s'ha de disputar.
Durant el mercat de fitxatges d'estiu, el club va canviar el seu màxim golejador durant l'era del triplet, Samuel Eto'o, per Zlatan Ibrahimović, juntament amb 46 milions d'euros. Amb un total de 69 milions d'euros el Barça va fer el segon fitxatge més car de la història del futbol fins a la data. El FC Barcelona també va reforçar la seva plantilla amb el fitxatge del defensa de l'Inter de Milà Maxwell, el brasiler Keirrison (cedit al Benfica per la temporada 2009/10) i l'ucraïnès Txigrinski. Un any més el Barça va usar jugadors del filial per completar la plantilla, com són: Jonathan, Jeffren, Fontàs i Muniesa. Henrique, que la temporada anterior estava cedit al Bayer Leverkusen, es va retrobar amb l'equip durant la pretemporada, però seguidament va ser cedit un altre cop al Racing de Santander.

## Fets destacats

### Presumpta trama d'espionatge
Al FC Barcelona li va sorgir un problema intern el 23 de setembre, quan es va destapar una presumpta trama d'espionatge a quatre vicepresidents del Barça: Joan Franquesa, Joan Boix, Jaume Ferrer i Rafael Yuste. Segons alguns mitjans de comunicació, haurien encarregat a l'empresa "Método 3" espiar els vicepresidents esmentats entre finals del març i principis d'abril del 2009, cosa que només ho sabia Joan Oliver i el mateix Franquesa. Segons Oliver en una roda de premsa l'endemà, va assegurar que el Barça no va espiar a ningú, sinó que els protegia. El 26 de setembre, Laporta va fer una compareixença davant de la premsa i va afirmar que aquest fet era "una maniobra electoral d'algú que ja estava escalfant motors per a les eleccions que se celebraran el pròxim any"; també va dir que Oliver continuarà com a màxim responsable executiu. Amb tot això Guardiola va dir que això no afectaria al rendiment de l'equip i que ell tenia els jugadors aïllats de la situació.

### Premis

#### Classificació de l'IFFHS
El FC Barcelona va igualar el millor inici de Lliga de la seva història guanyant els sis primers partits, a causa que el setè partit jugat el 17 d'octubre va acabar empatant 0-0 contra el València CF.

### Mundial de Clubs, el sisè títol
Un cop superat el conflicte sobre l'espionatge, el mateix Joan Oliver -que no va dimitir per la trama- va confirmar a principis de novembre que el Barça jugaria un partit amistós contra el Kazma SC Kuwait i aniria perfecte, ja que aprofitaria la seva estada a l'Orient Pròxim per jugar cinc dies abans el Mundial de Clubs.
A part d'aquest partit amistós, també se'n van jugar d'altres durant la pretemporada.

## Títols
Degut a la consecució del triplet la temporada anterior, el Barça disputava aquest any tres títols addicionals:
- Supercopa d'Espanya de futbol 2009 (16 d'agost de 2009) davant l'Athletic Club de Bilbao, ja que segons el reglament, si un equip guanya la Lliga i la Copa del Rei juga contra el finalista de la Copa.[1]
- Supercopa d'Europa de futbol 2009 (28 d'agost de 2009) davant el Xakhtar Donetsk el vigent campió de la Copa de la UEFA, en un partit que es va decidir a la pròrroga (2-1) a Mònaco.[2]
- Campionat del Món de Clubs de futbol 2009 (19 de desembre de 2009) davant l'Estudiantes de la Plata, el vigent campió de la Copa Libertadores en un partit que també es va decidir a la pròrroga (2-1) a Abu Dhabi.[3]

Amb la consecució dels tres trofeus aconseguia una ratxa de 6 títols seguits l'any 2009, un rècord absolut.
Al final de la temporada, l'equip va quedar campió de la lliga de Primera divisió espanyola 2009/10.

## Plantilla

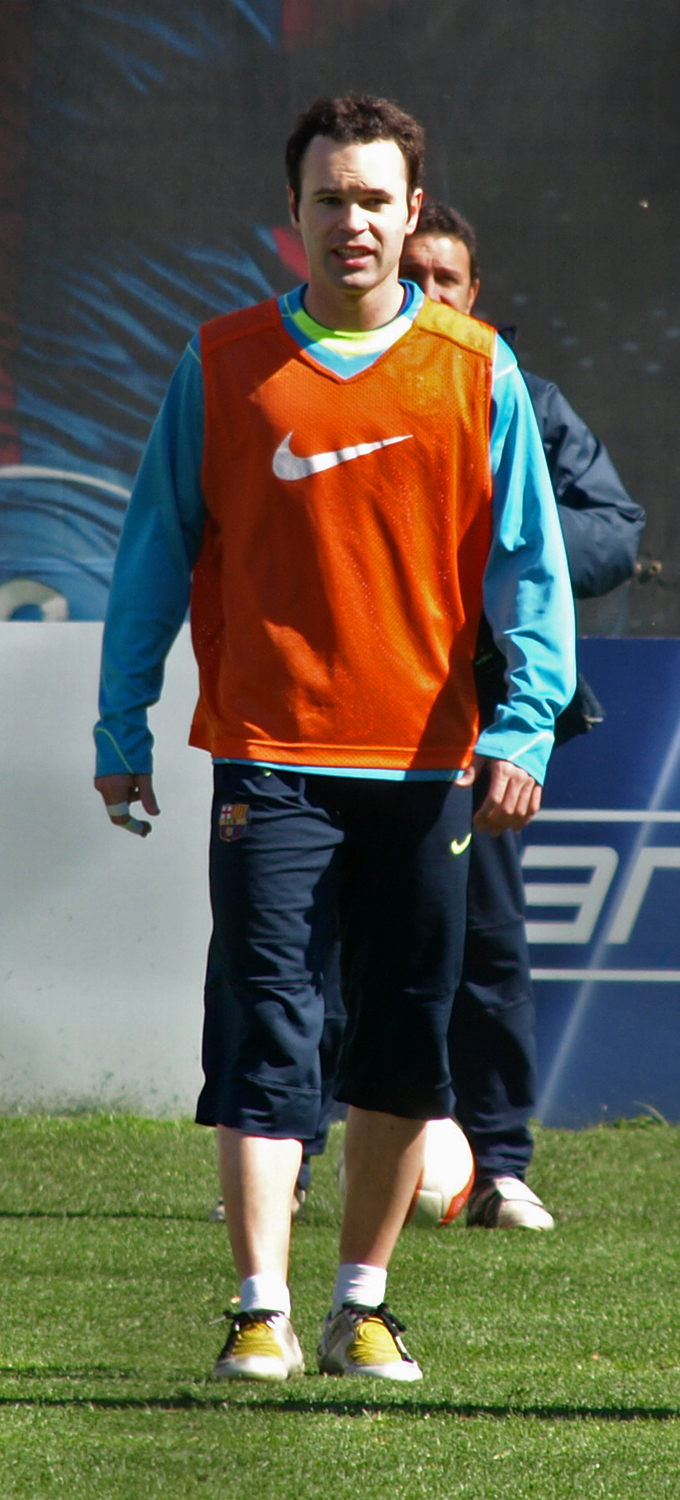
Andrés Iniesta.

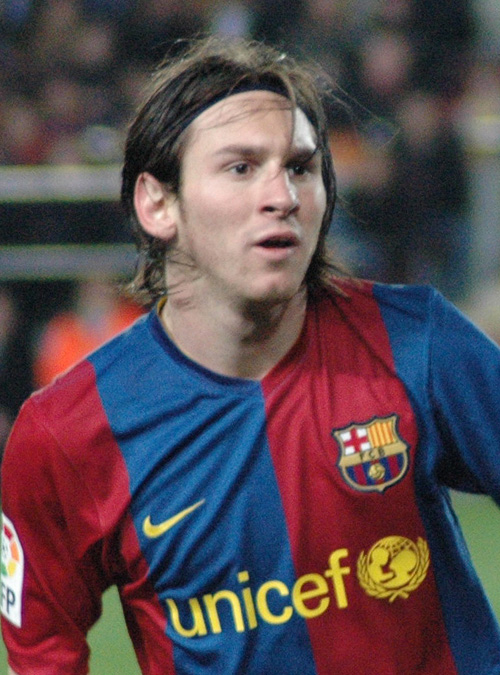
Lionel Messi.

La relació oficial de dorsals de la plantilla del Barça per la temporada 2009-10 era la següent:
| N. | Pos. | Nac. | Jugador                    |
| -- | ---- | --- | -------------------------- |
| 1  | POR  | [[Fitxer:Flag of Catalonia.svg\|23x15px\|border \|alt=Catalunya\|link=Selecció de futbol de Catalunya\|{{#if:\|]]        | Víctor Valdés (3r capità)  |
| 2  | DEF  | [[Fitxer:Flag of Brazil.svg\|23x15px\|border \|alt=Brasil\|link=Selecció de futbol del Brasil\|{{#if:\|]]                | Dani Alves                 |
| 3  | DEF  | [[Fitxer:Flag of Catalonia.svg\|23x15px\|border \|alt=Catalunya\|link=Selecció de futbol de Catalunya\|{{#if:\|]]        | Gerard Piqué               |
| 4  | DEF  | [[Fitxer:Flag of Mexico.svg\|23x15px\|border \|alt=Mèxic\|link=Selecció de futbol de Mèxic\|{{#if:\|]]                   | Rafael Márquez             |
| 5  | DEF  | [[Fitxer:Flag of Catalonia.svg\|23x15px\|border \|alt=Catalunya\|link=Selecció de futbol de Catalunya\|{{#if:\|]]        | Carles Puyol (1r capità)   |
| 6  | MIG  | [[Fitxer:Flag of Catalonia.svg\|23x15px\|border \|alt=Catalunya\|link=Selecció de futbol de Catalunya\|{{#if:\|]]        | Xavi Hernández (2n capità) |
| 8  | MIG  | [[Fitxer:Bandera Castilla-La Mancha.svg\|23x15px\|border \|alt=Castella - la Manxa\|link=Castella - la Manxa\|{{#if:\|]] | Andrés Iniesta (4t capità) |
| 9  | DAV  | [[Fitxer:Flag of Sweden.svg\|23x15px\|border \|alt=Suècia\|link=Selecció de futbol de Suècia\|{{#if:\|]]                 | Zlatan Ibrahimović         |
| 10 | DAV  | [[Fitxer:Flag of Argentina.svg\|23x15px\|border \|alt=Argentina\|link=Selecció de futbol de l'Argentina\|{{#if:\|]]      | Lionel Messi               |
| 11 | DAV  | [[Fitxer:Flag of Catalonia.svg\|23x15px\|border \|alt=Catalunya\|link=Selecció de futbol de Catalunya\|{{#if:\|]]        | Bojan Krkić                |

| N. | Pos. | Nac. | Jugador           |
| -- | ---- | --- | ----------------- |
| 13 | POR  | [[Fitxer:Flag of Andalucía.svg\|23x15px\|border \|alt=Andalusia\|link=Selecció de futbol d'Andalusia\|{{#if:\|]]                    | José Manuel Pinto |
| 14 | DAV  | [[Fitxer:Flag of France (1794–1815, 1830–1974).svg\|23x15px\|border \|alt=França\|link=Selecció de futbol de França\|{{#if:\|]]     | Thierry Henry     |
| 15 | MIG  | [[Fitxer:Flag of Mali.svg\|23x15px\|border \|alt=Mali\|link=Selecció de futbol de Mali\|{{#if:\|]]                                  | Seydou Keita      |
| 16 | MIG  | [[Fitxer:Flag of Catalonia.svg\|23x15px\|border \|alt=Catalunya\|link=Selecció de futbol de Catalunya\|{{#if:\|]]                   | Sergio Busquets   |
| 17 | DAV  | [[Fitxer:Flag of the Canary Islands.svg\|23x15px\|border \|alt=Illes Canàries\|link=Selecció de futbol d'Illes Canàries\|{{#if:\|]] | Pedro             |
| 18 | DEF  | [[Fitxer:Flag of Argentina.svg\|23x15px\|border \|alt=Argentina\|link=Selecció de futbol de l'Argentina\|{{#if:\|]]                 | Gabriel Milito    |
| 19 | DEF  | [[Fitxer:Flag of Brazil.svg\|23x15px\|border \|alt=Brasil\|link=Selecció de futbol del Brasil\|{{#if:\|]]                           | Maxwell           |
| 21 | DEF  | [[Fitxer:Flag of Ukraine.svg\|23x15px\|border \|alt=Ucraïna\|link=Selecció de futbol d'Ucraïna\|{{#if:\|]]                          | Dmitrò Txigrinski |
| 22 | DEF  | [[Fitxer:Flag of France (1794–1815, 1830–1974).svg\|23x15px\|border \|alt=França\|link=Selecció de futbol de França\|{{#if:\|]]     | Éric Abidal       |
| 24 | MIG  | [[Fitxer:Flag of Côte d'Ivoire.svg\|23x15px\|border \|alt=Costa d'Ivori\|link=Selecció de futbol de la Costa d'Ivori\|{{#if:\|]]    | Yaya Touré        |

Els equips espanyols estan limitats a tenir en la plantilla un màxim de tres jugadors sense passaport de la Unió Europea. La llista inclou només la principal nacionalitat de cada jugador; alguns jugadors no europeus tenen doble nacionalitat d'algun país de la UE:
- Milito té passaport italià  .
- Márquez té passaport espanyol  .
- Messi té passaport espanyol  .
- Keita té passaport francès  .
- Dani Alves té passaport espanyol  .
- Maxwell té passaport neerlandès  .
- Touré Yaya, que és de Costa d'Ivori, no ocupa plaça d'extracomunitari en virtut a un pacte entre el club i la federació basat en el Tractat de Cotonou. Aquest tractat, subscrit entre la Unió Europea i diversos països africans, contempla que les persones originàries dels estats signants siguin equiparades al ciutadans de la Unió a efectes laborals.

Font: Web oficial del FC Barcelona

### Jugadors del filial amb dorsal assignat
La relació de dorsals s'ha fet pública en el moment d'inscriure el club a la Champions League:
| N. | Pos. | Nac. | Jugador          |
| -- | ---- | --- | ---------------- |
| 28 | MIG  | [[Fitxer:Flag of Mexico.svg\|23x15px\|border \|alt=Mèxic\|link=Selecció de futbol de Mèxic\|{{#if:\|]]            | Jonathan         |
| 32 | MIG  | [[Fitxer:Flag of Catalonia.svg\|23x15px\|border \|alt=Catalunya\|link=Selecció de futbol de Catalunya\|{{#if:\|]] | Fontàs           |
| 33 | DEF  | [[Fitxer:Flag of Catalonia.svg\|23x15px\|border \|alt=Catalunya\|link=Selecció de futbol de Catalunya\|{{#if:\|]] | Muniesa          |
| 34 | MIG  | [[Fitxer:Flag of Italy.svg\|23x15px\|border \|alt=Itàlia\|link=Selecció de futbol d'Itàlia\|{{#if:\|]]            | Thiago Alcántara |
| 35 | DAV  | [[Fitxer:Flag of Venezuela.svg\|23x15px\|border \|alt=Veneçuela\|link=Selecció de futbol de Veneçuela\|{{#if:\|]] | Jeffren¹         |

Nota 1: Quan es va incorporar com a jugador del primer equip va canviar el seu dorsal pel 20.

### Altres jugadors del filial
| N. | Pos. | Nac. | Jugador        |
| -- | ---- | --- | -------------- |
| —  | POR  | [[Fitxer:Flag of Catalonia.svg\|23x15px\|border \|alt=Catalunya\|link=Selecció de futbol de Catalunya\|{{#if:\|]]           | Rubén Miño     |
| —  | POR  | [[Fitxer:Flag of the Basque Country.svg\|23x15px\|border \|alt=País Basc\|link=Selecció de futbol del País Basc\|{{#if:\|]] | Oier Olazábal  |
| —  | DEF  | [[Fitxer:Flag of Catalonia.svg\|23x15px\|border \|alt=Catalunya\|link=Selecció de futbol de Catalunya\|{{#if:\|]]           | Víctor Vázquez |

### Jugadors cedits
| N. | Pos. | Nac. | Jugador                               |
| -- | ---- | --- | ------------------------------------- |
| 40 | DEF  | [[Fitxer:Flag of the Region of Murcia.svg\|23x15px\|border \|alt=Regió de Múrcia\|link=Selecció de futbol de Múrcia\|{{#if:\|]] | Alberto Botía (A l'Sporting de Gijón) |
| 9  | DAV  | [[Fitxer:Flag of Brazil.svg\|23x15px\|border \|alt=Brasil\|link=Selecció de futbol del Brasil\|{{#if:\|]]                       | Keirrison (Al Benfica)                |
| 21 | MIG  | [[Fitxer:Flag of Belarus.svg\|23x15px\|border \|alt=Belarús\|link=Selecció de futbol de Belarús\|{{#if:\|]]                     | Aliaksandr Hleb (Al VfB Stuttgart)    |
| 2  | DEF  | [[Fitxer:Flag of Uruguay.svg\|23x15px\|border \|alt=Uruguai\|link=Selecció de futbol de l'Uruguai\|{{#if:\|]]                   | Martín Cáceres (A la Juventus FC)     |
| 22 | DEF  | [[Fitxer:Flag of Brazil.svg\|23x15px\|border \|alt=Brasil\|link=Selecció de futbol del Brasil\|{{#if:\|]]                       | Henrique (Al Ràcing de Santander)     |

### Altes
| N. | Pos. | Nac. | Jugador |
| -- | ---- | --- | --- |
| 22 | DEF  | [[Fitxer:Flag of Brazil.svg\|23x15px\|border \|alt=Brasil\|link=Selecció de futbol del Brasil\|{{#if:\|]]  | Henrique (Torna, un cop acabada la seva cessió al Bayer Leverkusen) |
| 19 | DEF  | [[Fitxer:Flag of Brazil.svg\|23x15px\|border \|alt=Brasil\|link=Selecció de futbol del Brasil\|{{#if:\|]]  | Maxwell (4.500.000* €, de l'Inter de Milà) |
| -- | DAV  | [[Fitxer:Flag of Brazil.svg\|23x15px\|border \|alt=Brasil\|link=Selecció de futbol del Brasil\|{{#if:\|]]  | Keirrison (14.000.000** €, del Palmeiras) |
| 9  | DAV  | [[Fitxer:Flag of Sweden.svg\|23x15px\|border \|alt=Suècia\|link=Selecció de futbol de Suècia\|{{#if:\|]]   | Ibrahimović (40.000.000 €, el traspàs de Samuel Eto'o i la cessió de Alexandr Hleb durant una temporada amb opció de compra. Com que Hleb marxa cedit a l'Stuttgart, el Barça afegirà 3 milions més al traspàs. Prové de l'Inter de Milà) |
| 21 | DEF  | [[Fitxer:Flag of Ukraine.svg\|23x15px\|border \|alt=Ucraïna\|link=Selecció de futbol d'Ucraïna\|{{#if:\|]] | Dmitrò Txigrinski (25.000.000 €, procedent del FC Xakhtar Donetsk) |

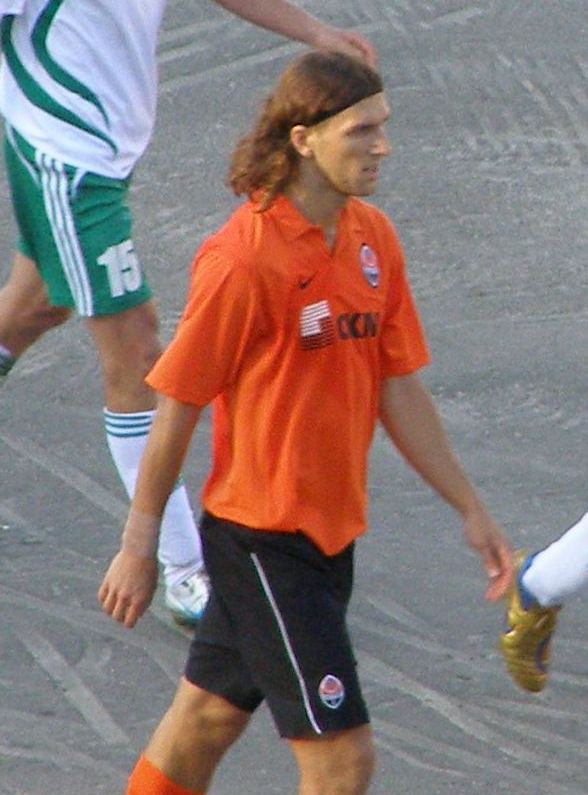
Dmitrò Txigrinski, jugador provinent del FC Xakhtar Donetsk.

* 500.000 € més en funció de variables.

** 2.000.000 € més en funció de variables.

### Baixes

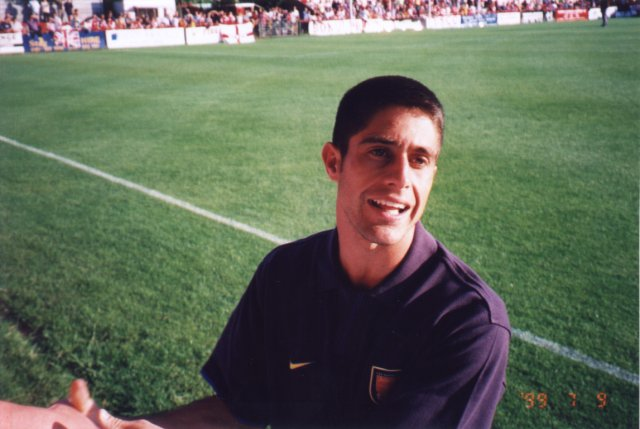
Sylvinho, actual jugador del Manchester City.

| N. | Pos. | Nac. | Jugador                                                                                  |
| -- | ---- | --- | ---------------------------------------------------------------------------------------- |
| 16 | DEF  | [[Fitxer:Flag of Brazil.svg\|23x15px\|border \|alt=Brasil\|link=Selecció de futbol del Brasil\|{{#if:\|]]         | Sylvinho (Finalització de contracte)                                                     |
| 9  | DAV  | [[Fitxer:Flag of Cameroon.svg\|23x15px\|border \|alt=Camerun\|link=Selecció de futbol del Camerun\|{{#if:\|]]     | Samuel Eto'o (A l'Inter, com a part del traspàs d'Ibrahimovic)                           |
| 29 | DEF  | [[Fitxer:Flag of Catalonia.svg\|23x15px\|border \|alt=Catalunya\|link=Selecció de futbol de Catalunya\|{{#if:\|]] | Víctor Sánchez (Traspassat al Xerez Club Deportivo)                                      |
| 25 | POR  | [[Fitxer:Flag of Catalonia.svg\|23x15px\|border \|alt=Catalunya\|link=Selecció de futbol de Catalunya\|{{#if:\|]] | Albert Jorquera (Concessió de la carta de llibertat per a fitxar pel Girona Futbol Club) |
| 7  | DAV  | [[Fitxer:Flag of Iceland.svg\|23x15px\|border \|alt=Islàndia\|link=Selecció de futbol d'Islàndia\|{{#if:\|]]      | Eiður Guðjohnsen (Traspassat a l'AS Mònaco)                                              |

### Equip tècnic
| - Entrenador: Josep Guardiola - Segon entrenador: Francesc 'Tito' Vilanova - Entrenador de porters: Juan Carlos Unzué - Delegat: Carles Naval - Responsable de la preparació física: Lorenzo Buenaventura - Preparador físic: Francisco Paco Seirul·lo, Aureli Altimira, Francesc Cos - Responsable de l'equip mèdic: Ramon Canal - Metges: Dr. Ricard Pruna, Dr. Daniel Medina - Recuperadors: Emili Ricart, Juanjo Brau - Fisioterapeutes: Jaume Munill, David Álvarez - Podòleg: Martín Rueda - Àrea de fisiologia aplicada a l'esport d'elit: Esteban Gorostiaga - Anàlisi tàctic i Scouting: Domènec Torrent, Carles Planchart i Jordi Roura - Encarregats de material: Chema Corbella, José Antonio Ibarz i Gabriel Galan - Oficina d'Atenció al Jugador: Pepe Costa - Entrenador del filial: Luis Enrique Martínez |

## Resultats per competició

### La Lliga
| 31 d'agost del 2009 | FC Barcelona                            | 3 - 0 | Sporting de Gijón     |                                                                       |  |
| 22:00               | Bojan 17' · Keita 42' · Ibrahimović 82' | Resum | 26' Barral 71' Rivera | Camp Nou, Barcelona · 71.993 espectadors · Rafael Ramírez Domínguez · |  |

| 12 de setembre del 2009 | Getafe CF                     | 0 - 2 | FC Barcelona                           |                                                                                          |  |
| 18:00                   | Mané 69' Soldado 77' Rafa 85' | Resum | 51' Keita · 66'Ibrahimović · 79' Messi | Coliseum Alfonso Pérez, Getafe · 17.000 espectadors · Eduardo Jesús Iturralde González · |  |

| 19 de setembre del 2009 | FC Barcelona                                                               | 5 - 2 | Atlètic de Madrid                                              |                                                                             |  |
| 22:00                   | Ibrahimović 2' · Messi 16' (90+4) · Alves 30' · Keita 41' · Txigrinski 68' | Resum | 33' Assunção · 38' Ujfaluši · 45'Agüero · 84'Forlán · 90'Pablo | Camp Nou, Barcelona · 72.928 espectadors · Manuel Enrique Mejuto González · |  |

| 22 de setembre del 2009 | Racing de Santander                                                | 1 - 4 | FC Barcelona                                    |                                                                            |  |
| 22:00                   | Pape Diop 19' · Lacen 55' · Serrano 73' · Xisco 77' · Pinillos 90' | Resum | 21' 45'Ibrahimović · 24' (63) Messi · 27' Piqué | El Sardinero, Santander · 22.251 espectadors · Antonio Miguel Mato Lahoz · |  |

| 26 de setembre del 2009 | Málaga CF                                       | 0 - 2 | FC Barcelona                                    |                                                                      |  |
| 20:00                   | Baha 16' Duda 67' Weligton 69' Albert Luque 85' | Resum | 31' Touré · 38' 69' Ibrahimović · 59' 69' Piqué | La Rosaleda, Màlaga · 22.800 espectadors · Carlos Delgado Ferreiro · |  |

| 3 d'octubre del 2009 | FC Barcelona                                   | 1 - 0 | UD Almería                                             |                                                                      |  |
| 20:00                | Xavi 19' · Pedro 31' · Iniesta 78' · Puyol 80' | Resum | 38' Juanma Ortiz 45+1' Hernán Bernardello 45+1' Crusat | Camp Nou, Barcelona · 74.177 espectadors · Carlos Velasco Carballo · |  |

| 17 d'octubre del 2009 | València CF                                             | 0 - 0 | FC Barcelona               |                                                                   |  |
| 22:00                 | Silva 52' Banega 62' Albelda 68' Navarro 72' Miguel 86' | Resum | 79' Piqué 90+4' Dani Alves | Mestalla, València · 50.000 espectadors · Alfonso Pérez Burrull · |  |

| 25 d'octubre del 2009 | FC Barcelona                                           | 6 - 1 | Reial Saragossa                               |                                                                       |  |
| 21:00                 | Keita 24', 41', 85' · Ibrahimovic 28', 55' · Messi 80' | Resum | 26' Gabi · 38' Abel Aguilar · 77' Jorge López | Camp Nou, Barcelona · 75.653 espectadors · José Luis Paradas Romero · |  |

| 31 d'octubre del 2009 | Osasuna                    | 1 - 1 | FC Barcelona                                                    |                              |  |
| 20:00                 | Aranda 18' · Camuñas 90+2' | Resum | 50' Txigrinski · 56' Keita · 64' Zlatan Ibrahimovic · 72' Keita | Reyno de Navarra, Pamplona · |  |

| 7 de novembre del 2009 | FC Barcelona                                           | 4 - 2 | RCD Mallorca                       |                                                                      |  |
| 20:00                  | Pedro 11', 40' · Henry 43' · Keita 65' · Messi 87' (p) | Resum | 19' Nunes · 41' Varela · 89' Keita | Camp Nou, Barcelona · 77.491 espectadors · Javier Turienzo Álvarez · |  |

| 22 de novembre del 2009 | Athletic Club                   | 1 – 1 | FC Barcelona                      |                                                                       |  |
| 22:00                   | Toquero 63' · Javi Martínez 81' | Resum | 54' Dani Alves · 65' Seydou Keita | San Mamés, Bilbao · 40.000 espectadors · Fernando Teixeira Vitienes · |  |

| 29 de novembre del 2009 | FC Barcelona                      | 1 - 0 | Reial Madrid                                  |                                                                       |  |
| 19:00                   | Sergio 50', 62' · Ibrahimovic 55' | Resum | 40' Albiol 48', 89' Lass 68' Pepe 78' Marcelo | Camp Nou, Barcelona · 97.138 espectadors · Alberto Undiano Mallenco · |  |

| 2 de desembre del 2009 | Xerez       | 0 - 2 | FC Barcelona                  |                                                                |  |
| 22:00                  | Aythami 76' | Resum | 46' Henry · 90+2' Ibrahimovic | Chapín, Jerez · 17.584 espectadors · Carlos Velasco Carballo · |  |

| 5 de desembre del 2009 | Deportivo de La Coruña | 1 - 3 | FC Barcelona                                                   |                                                                      |  |
| 22:00                  | Adrian 39' · Mista 58' | Resum | 27', 80' Messi · 48' Dani Alves · 77' Abidal · 88' Ibrahimović | Riazor, La Corunya · 34.600 espectadors · David Fernández Borbalán · |  |

| 12 de desembre del 2009 | FC Barcelona                                       | 1 - 0 | RCD Espanyol                                   |                                                                 |  |
| 20:00                   | Ibrahimović 31' 39' (pen.) · Piqué 84' · Puyol 86' | Resum | 18' Forlín 30' Chica 38' Baena 40' Luis García | Camp Nou, Barcelona · 84.599 espectadors · Iturralde González · |  |

| 3 de gener del 2010 | FC Barcelona | v     | Vila-real CF |                       |  |
| 20:00               |              | Resum |              | Camp Nou, Barcelona · |  |

| 10 de gener del 2010 | Tenerife | v     | FC Barcelona |                                      |  |
|                      |          | Resum |              | Estadi Rodríguez López, Santa Cruz · |  |

| 17 de gener del 2010 | FC Barcelona | v     | Sevilla FC |                       |  |
|                      |              | Resum |            | Camp Nou, Barcelona · |  |

| 24 de gener del 2010 | Valladolid | v     | FC Barcelona |                             |  |
|                      |            | Resum |              | José Zorrilla, Valladolid · |  |

| 31 de gener del 2010 | Sporting de Gijón | v     | FC Barcelona |                     |  |
|                      |                   | Resum |              | El Molinón, Gijón · |  |

| Pos | Equip                  | Pts | J  | G  | E | P | GF | GC | Dif |
| 1   | FC Barcelona           | 39  | 15 | 12 | 3 | 0 | 36 | 9  | +27 |
| 2   | Reial Madrid           | 34  | 14 | 11 | 1 | 2 | 34 | 13 | +21 |
| 3   | Sevilla CF             | 30  | 14 | 9  | 3 | 2 | 25 | 11 | +14 |
| 4   | València CF            | 28  | 14 | 8  | 4 | 2 | 27 | 16 | +11 |
| 5   | RCD Mallorca           | 27  | 14 | 8  | 3 | 3 | 27 | 16 | +11 |
| 6   | Deportivo de La Coruña | 26  | 14 | 8  | 2 | 4 | 19 | 16 | +3  |

### Copa del Rei
1/16 de final
| 28 d'octubre del 2009 | Cultural Leonesa           | 0 - 2 | FC Barcelona                 |                                                                          |  |
| 22:00                 | Gorka 86' Abel Segovia 90' | Resum | 31' Jeffrén · 41', 63' Pedro | Reino de León, Lleó · 13.451 espectadors · Bernardino González Vázquez · |  |

| 10 de novembre del 2009 | FC Barcelona                                      | 5 - 0 | Cultural Leonesa |                                                                      |  |
| 22:00                   | Bojan 52', 54' · Pedro 63' · Messi 64' · Xavi 75' | Resum | 40' Cerveró      | Camp Nou, Barcelona · 26,322 espectadors · Miguel Ángel Ayza Gámez · |  |

1/8 de final
| 6 de gener del 2010 | FC Barcelona | v     | Sevilla FC |                       |  |
|                     |              | Resum |            | Camp Nou, Barcelona · |  |

| 13 de gener del 2010 | Sevilla FC | v     | FC Barcelona |                                   |  |
|                      |            | Resum |              | Estadi Sánchez Pizjuán, Sevilla · |  |

### Lliga de Campions
Lligueta de grups
| 16 de setembre del 2009 | Inter de Milà | 0 – 0 | FC Barcelona        |                                                        |  |
| 20:45 CEST              | Chivu 90'     | Resum | 54' Henry 83' Touré | San Siro, Milà · 85,700 espectadors · Wolfgang Stark · |  |

| 29 de setembre del 2009 | FC Barcelona          | 2 – 0 | FC Dinamo de Kíev              |                                                            |  |
| 20:45 CEST              | Messi 26' · Pedro 76' | Resum | 37' Magrão 55' Leandro Almeida | Camp Nou, Barcelona · 68.221 espectadors · Bjorn Kuipers · |  |

| 20 d'octubre del 2009 | FC Barcelona                                   | 1 – 2 | Rubin Kazan                                                |                                                              |  |
| 20:45 CEST            | Iniesta 44' · Ibrahimovic 46' · Dani Alves 88' | Resum | 1' Ryasantsev · 73' Karadeniz · 78' Murawski · 89' Ansaldi | Camp Nou, Barcelona · 55.930 espectadors · Laurent Duhamel · |  |

| 4 de novembre del 2009 | Rubin Kazan             | 0 – 0 | FC Barcelona |                                                              |  |
| 18:30                  | Semak 73' Ríjikov 90+1' | Resum | 75' Puyol    | Estadi Central, Kazan · 30.133 espectadors · Konrad Plautz · |  |

| 24 de novembre del 2009 | FC Barcelona                           | 2 – 0 | Inter de Milà                          |                                                              |  |
| 20:45 CEST              | Piqué 10' · Pedro 25', 50' · Puyol 33' | Resum | 17' Thiago Motta 79' Chivu 87' Zanetti | Camp Nou, Barcelona · 93.524 espectadors · Massimo Busacca · |  |

| 9 de desembre del 2009 | FC Dinamo de Kíev                                                                | 1 – 2 | FC Barcelona                                          |                                                              |  |
| 20:45                  | Milevski 2' · Leandro Almeida 52' · Vukojević 55' · Mikhàlik 78' · Xevtxenko 88' | Resum | 33' 81'Xavi · 45' Piqué · 77' Ibrahimović · 86' Messi | Lobanovsky Dynamo, Kíev · 16.900 espectadors · Howard Webb · |  |

| Pos | Equip             | Pts | J | G | E | P | GF | GC | Dif |
| 1   | FC Barcelona      | 11  | 6 | 3 | 2 | 1 | 7  | 3  | +4  |
| 2   | Inter de Milà     | 9   | 6 | 2 | 3 | 1 | 7  | 6  | +1  |
| 3   | Rubin Kazan       | 6   | 6 | 1 | 3 | 2 | 4  | 7  | -3  |
| 4   | FC Dinamo de Kíev | 5   | 6 | 1 | 2 | 3 | 7  | 9  | -2  |

## Estadística d'amonestacions
| No. | Jugador     | Posició     | Targeta groga | Segona targeta groga · Segona targeta groga | Targeta vermella |
| --- | ----------- | ----------- | ------------- | ------------------------------------------- | ---------------- |
| 1   | Valdés      | Porter      | 2             | 0                                           | 0                |
| 2   | Alves       | Defensa     | 11            | 1                                           | 0                |
| 3   | Keita       | Migcampista | 9             | 0                                           | 0                |
| 4   | Rafa        | Defensa     | 4             | 0                                           | 1                |
| 5   | Puyol       | Defensa     | 11            | 0                                           | 1                |
| 6   | Xavi        | Migcampista | 4             | 0                                           | 0                |
| 8   | Iniesta     | Migcampista | 3             | 0                                           | 0                |
| 9   | Ibrahimović | Davanter    | 8             | 0                                           | 1                |
| 10  | Messi       | Davanter    | 6             | 0                                           | 0                |
| 11  | Bojan       | Davanter    | 3             | 0                                           | 0                |
| 14  | Henry       | Davanter    | 4             | 0                                           | 0                |
| 15  | Piqué       | Defensa     | 11            | 0                                           | 1                |
| 16  | Sergio      | Migcampista | 8             | 1                                           | 0                |
| 17  | Pedro       | Davanter    | 5             | 0                                           | 0                |
| 18  | Milito      | Defensa     | 3             | 0                                           | 0                |
| 19  | Maxwell     | Defensa     | 6             | 0                                           | 0                |
| 20  | Jeffrén     | Migcampista | 2             | 0                                           | 0                |
| 21  | Txigrinski  | Defensa     | 3             | 0                                           | 0                |
| 22  | Abidal      | Defensa     | 2             | 0                                           | 0                |
| 24  | Touré       | Migcampista | 6             | 0                                           | 0                |
| 34  | Thiago      | Migcampista | 1             | 0                                           | 0                |

## Golejadors
| Nom         | Posició        | Lliga | Champions | Copa Rei | Sup. d'Europa | Sup. d'Espanya | C. del Món de clubs | TOTAL |
| ----------- | -------------- | ----- | --------- | -------- | ------------- | -------------- | ------------------- | ----- |
| Messi       | Davanter       | 34    | 8         | 1        | 0             | 2              | 2                   | 47    |
| Pedro       | Davanter       | 12    | 4         | 3        | 1             | 1              | 2                   | 23    |
| Ibrahimović | Davanter       | 16    | 4         | 1        | 0             | 0              | 0                   | 21    |
| Bojan       | Davanter       | 8     | 1         | 2        | 0             | 1              | 0                   | 12    |
| Xavi        | Centrecampista | 3     | 1         | 2        | 0             | 1              | 0                   | 7     |
| Keita       | Centrecampista | 6     | 0         | 0        | 0             | 0              | 0                   | 6     |
| Piqué       | Defensa        | 2     | 2         | 0        | 0             | 0              | 0                   | 4     |
| Henry       | Davanter       | 4     | 0         | 0        | 0             | 0              | 0                   | 4     |
| Alves       | Defensa        | 3     | 0         | 0        | 0             | 0              | 0                   | 3     |
| Jeffren     | Davanter       | 2     | 0         | 0        | 0             | 0              | 0                   | 2     |
| Márquez     | Defensa        | 1     | 0         | 0        | 0             | 0              | 0                   | 1     |
| Puyol       | Defensa        | 1     | 0         | 0        | 0             | 0              | 0                   | 1     |
| Iniesta     | Migcampista    | 1     | 0         | 0        | 0             | 0              | 0                   | 1     |
| Y.Touré     | Migcampista    | 1     | 0         | 0        | 0             | 0              | 0                   | 1     |
| Thiago      | Migcampista    | 1     | 0         | 0        | 0             | 0              | 0                   | 1     |
| Sergio      | Migcampista    | 0     | 0         | 0        | 0             | 0              | 1                   | 1     |

## Galeria d'imatges

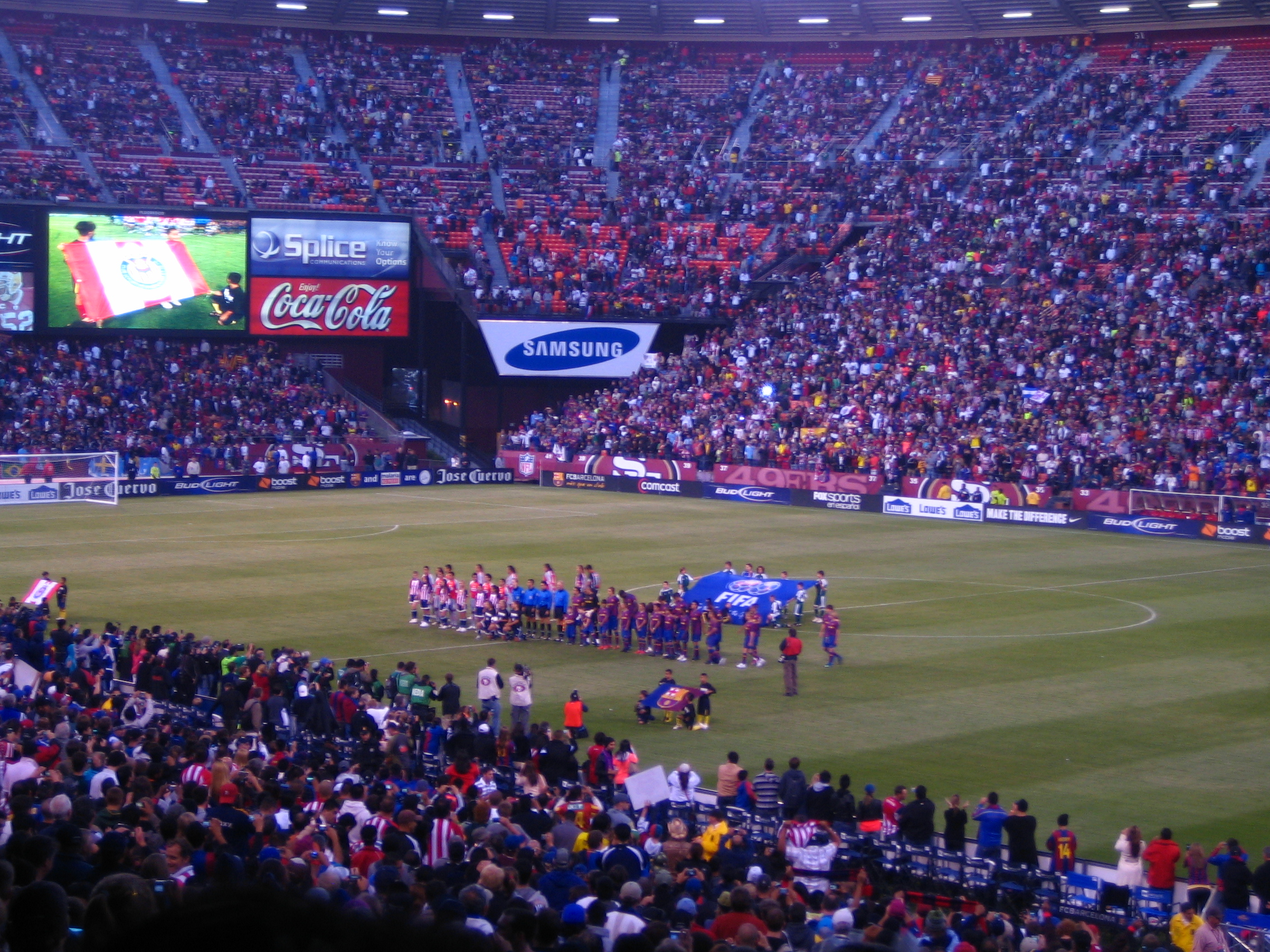
Partit amistós entre el Chivas i el Barça.
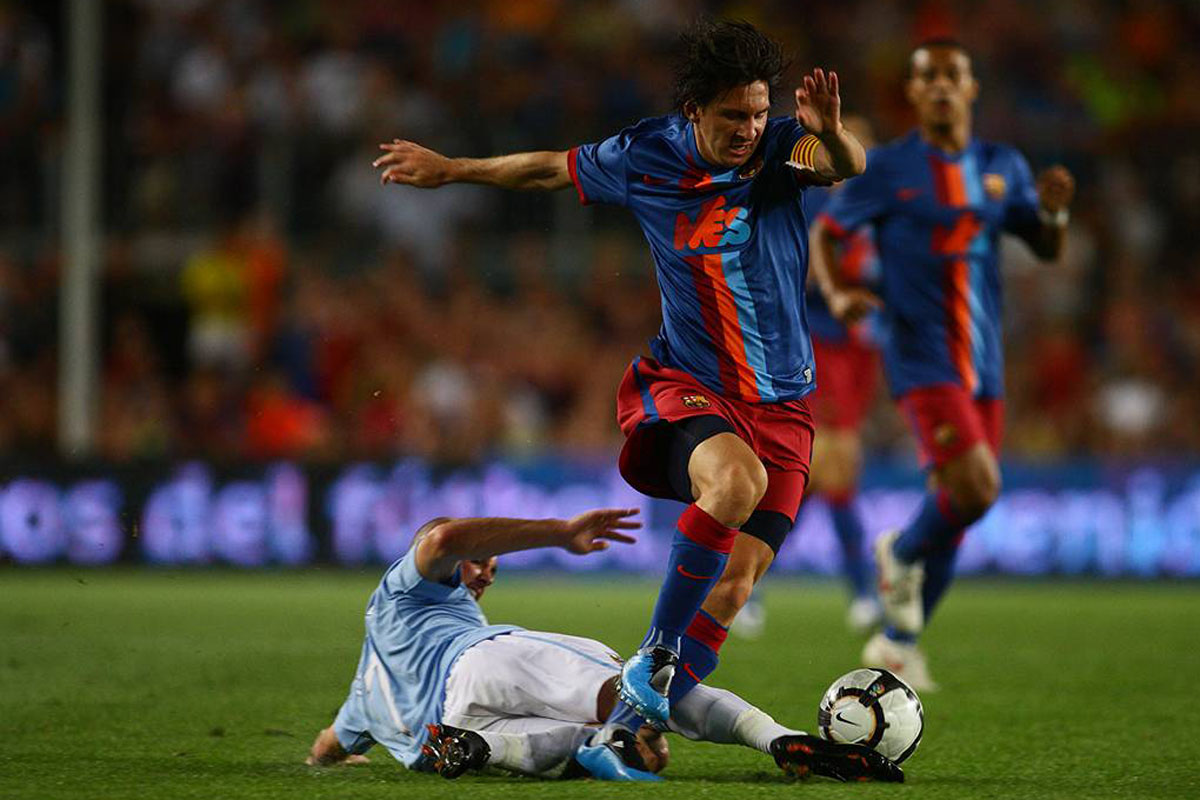
Messi durant el Torneig Joan Gamper.
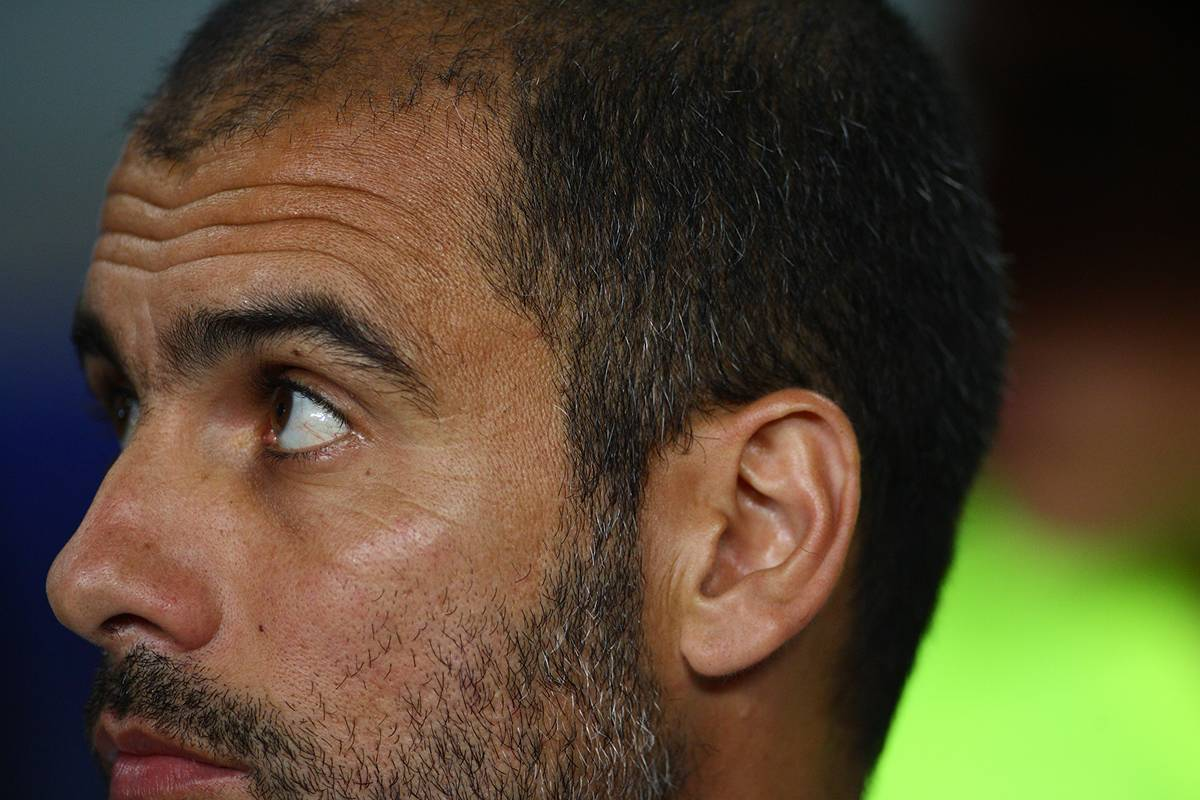
Guardiola al Torneig Joan Gamper.
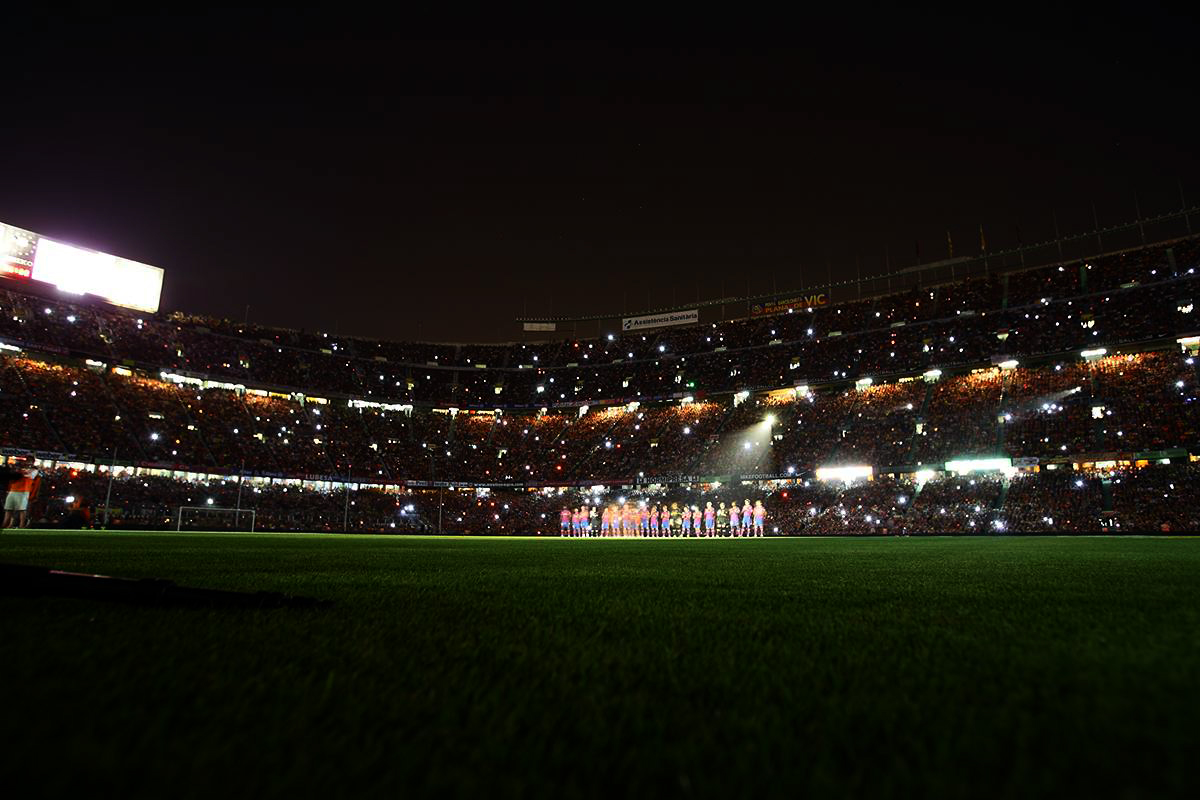
Presentació dels jugadors al Joan Gamper.
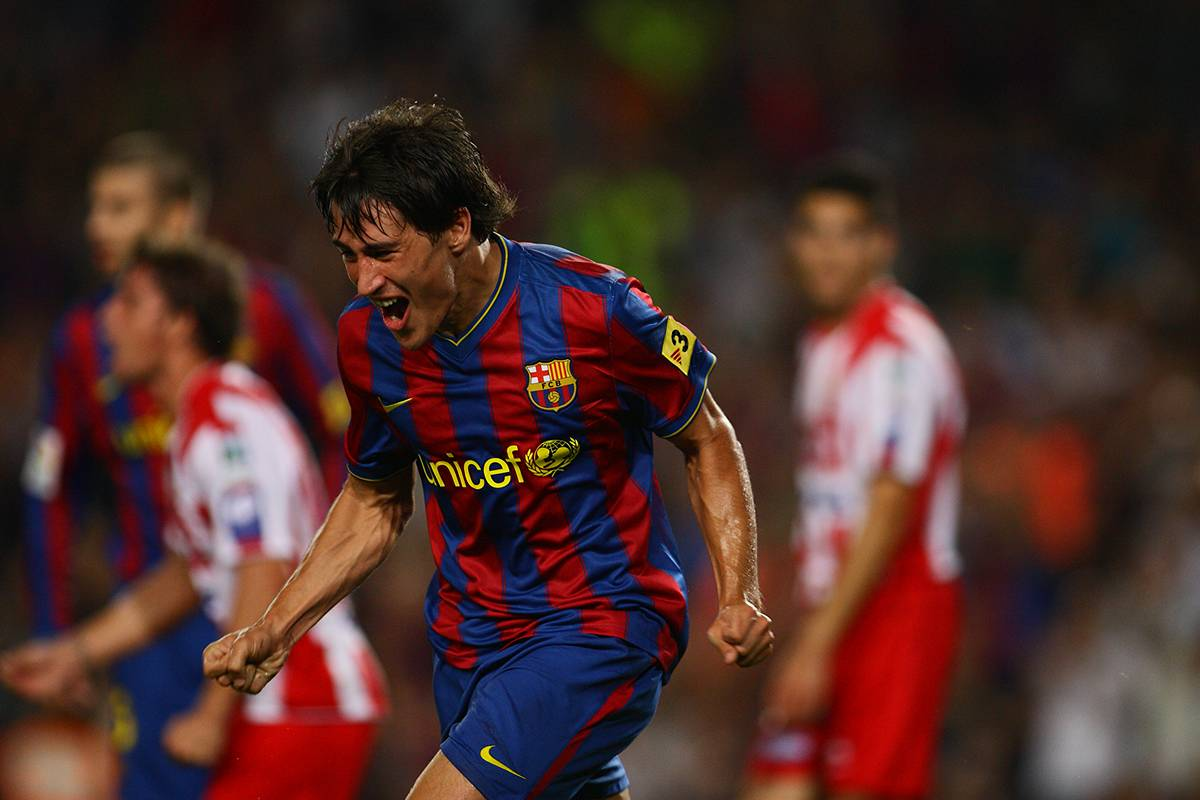
Bojan al primer partit de la Lliga (Barça-Gijón).
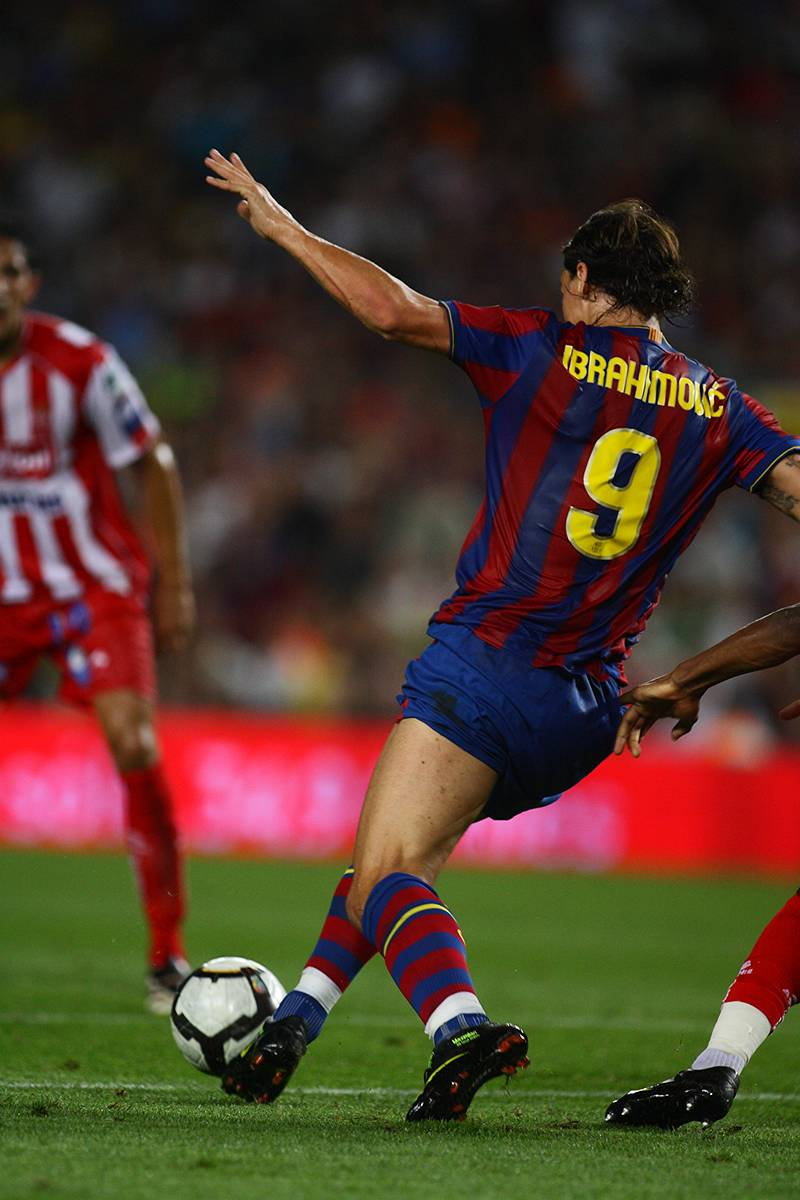
Ibrahimović en el primer partit de la Lliga (Barça-Gijón).
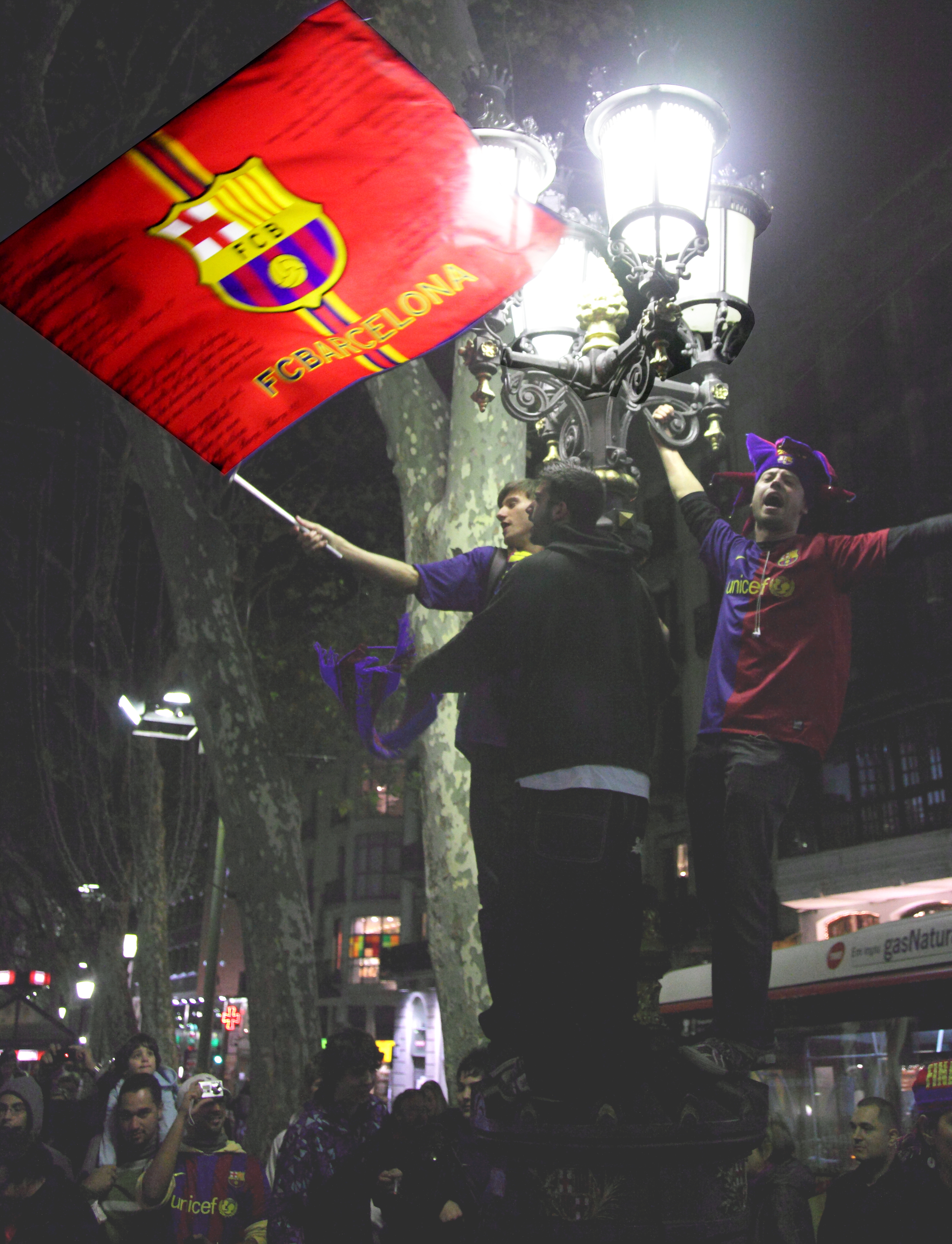
Celebració a Canaletes del Barça-Madrid.

## Resultats
| PARTITS 2009-2010 |
| --- |
| 24-07-2009 Wembley Cup. TOTTENHAM-BARCELONA 1-1 26-07-2009 Wembley Cup. AL AHLY-BARCELONA 1-4 01-08-2009 Amistós. LOS ANGELES GALAXY-BARCELONA 1-2 05-08-2009 Amistós. SEATTLE SOUNDERS-BARCELONA 0-4 08-08-2009 Amistós. GUADALAJARA-BARCELONA 1-1 16-08-2009 Supercopa d'Espanya (anada). ATHLÈTIC CLUB-BARCELONA 1-2 19-08-2009 Gamper. BARCELONA-MANCHESTER CITY 0-1 23-08-2009 Supercopa d'Espanya (tornada). BARCELONA-ATHLÈTIC CLUB 3-0 28-08-2009. Supercopa d'Europa. BARCELONA-XAKHTAR 1-0 31-08-2009 Lliga (1). BARCELONA-SPORTING GIJON 3-0 12-09-2009 Lliga (2). GETAFE-BARCELONA 0-2 16-09-2009 Lliga de Campions (1). INTER-BARCELONA 0-0 19-09-2009 Lliga (3). BARCELONA-ATLÈTIC MADRID 5-2 22-09-2009 Lliga (4). RACING-BARCELONA 1-4 26-09-2009 Lliga (5). MÀLAGA-BARCELONA 0-2 29-09-2009 Lliga de Campions (2). BARCELONA-DINAMO KIEV 2-0 03-10-2009 Lliga (6). BARCELONA-ALMERIA 1-0 17-10-2009 Lliga (7). VALÈNCIA-BARCELONA 0-0 20-10-2009 Lliga de Campions (3). BARCELONA-ROBIN KAZAN 1-2 25—10-2009 Lliga (8). BARCELONA—SARAGOSSA 6—1 28-10-2009 Copa (1/16. anada). CULTURAL LEONESA-BARCELONA 0-2 31—10—2009 Lliga (9). OSASUNA-BARCELONA 1-1 04—11-2009 Lliga de Campions (4). RUBIN KAZAN-BARCELONA 0—0 07-11-2009 Lliga (10). BARCELONA—MALLORCA 4—2 10-11-2009 Copa (1/6. tomada). BARCELONA—CULTURAL LEONESA 5-0 18-11-2009 Amistós. BARCELONA—BOLIVAR 4—1 21-11-2009 Lliga (11). ATHLETIC CLUB-BARCELONA 1-4 24—11-2009 Lliga de Campions (5). BARCELONA-INTER 2—0 29—11—2009 Lliga (12). BARCELONA-REIAL MADRID 1-O 02-12-2009 Lliga (15). XEREZ — BARCELONA 0—2 05—12-2009 Lliga (13). DEPORTIVO—BARCELONA 1—3 09-12-2009 Lliga de Campions (6). DINAMO KlEV-BARCELONA 1—2 12-12-2009 Lliga (14). BARCELONA—ESPANYOL 1—0 16—12—2009 Mundial de Clubs (semifinal). ATLANTE BARCELONA 1—3 19—12—2009 Mundial de Clubs (fmal). ESTUDIANTES — BARCELONA 1—2 21—12—2009 Amistós. KAZMA SPORTING CLUB—BARCELONA 1—1 02-01-2010 Lliga (16). BARCELONA—VlLA-REIAL 1—1 05-01—2010 Copa (1r'8. anada). BARCELONA-SEVILLA 1-2 10-01-2010 Lliga (17). TENERIFE-BARCELONA 0—5 13-01-2010 Copa (1/8. tomada). SEVILLA-BARCELONA 0-1 17—01—2010 Lliga (18). BARCELONA-SEVILLA 4-0 23-01-2010 Lliga (19). VALLADOLID—BARCELONA 0-3 30-01-2010 Lliga (20). SPORTING GIJON - BARCELONA 0-1 06-02-2010 Lliga (21). BARCELONA—GETAFE 2—1 14—02-2010 Lliga (22). ATLETICO MADRID-BARCELONA 2—1 20-02-2010 Lliga (23). BARCELONA - RACING 4—0 23-02-2010 Lliga de Campions (1/8. anada). STUTTGART-BARCELONA 1-1 27-02-2010 Lliga (24). BARCELONA-MALAGA 2-1 06-03-2010 Lliga (25). ALMERIA-BARCELONA 2-2 14—03-2010 Lliga (26). BARCELONA-VALENCIA 30 17—03-2010 Lliga de Campions (1/8. tomada). BARCELONA-STUTTGART 4-0 21—03—2010 Lliga (27). SARAGOSSA—BARCELONA 2-4 24—03-2010 Lliga (28). BARCELONA-OSASUNA 2-0 27—03-2010 Lliga (29). MALLORCA—BARCELONA 0-1 31-03—2010 Lliga de Campions (1!4. anada). ARSENAL-BARCELONA 2—2 03—04—2010 Lliga (30) BARCELONA—ATHLETIC CLUB 4—1 06—04—2010 Lliga de Campions (1!4. tomada). BARCELONA-ARSENAL 4—1 10-04—2010 Lliga (31). REIAL MADRID—BARCELONA 0—2 14—04—2010 Lliga (32). BARCELONA-DEPORTIVO 3—0 17-04—2010 Lliga (33). ESPANYOL-BARCELONA 0—0 20-04—2010 Lliga de Campions (semifinal. anada). INTER-BARCELONA 3—1 24—04—2010 Lliga (34). BARCELONA-XEREZ 3—1 28—04—2010 Lliga de Campions (semifinal. tomada). BARCELONA—INTER 1-0 01—05—2010 Lliga (35). VILA-REIAL—BARCELONA 1-4 04—05—2010 Lliga (36). BARCELONA—TENERIFE 4—1 08-05—2010 Lliga (37) SEVILLA-BARCELONA 2-3 16-05—2010 Lliga (38). BARCELONA-VALLADOLID 4-0 |